# Monestir de Sant Simó
El monestir de Sant Simó (àrab: دير الأنبا سمعان, dayr al-Anbā Samʿān) és un edifici copte del segle vi, prop d'Assuan (Egipte) a l'altre costat del riu Nil. En àrab es diu Deir Anba Siman i en copte Anba Hatre.
El nom de Sant Simó li fou donat pels arqueòlegs però abans el nom d'Anba Hatre estava dedicat a un anacoreta que es deia així, que fou consagrat bisbe de Siene pel patriarca Teòfil (385-412); aquest home sant es va casar als divuit anys però va mantenir la castedat i fou després deixeble de Sant Baimà i més tard es va retirar al desert, fins que va morir essent emperador Teodosi.
El monestir, sorgit a finals del segle VI o al segle vii, fou inicialment format per coves amb pintures. Va esdevenir important al segle ix i es van fer algunes construccions. Al segle X tenia 1000 monjos. Fou ampliat al segle xi però al segle següent fou danyat per Saladí, i va perdre importància i al segle xiii fou abandonat per manca d'aigua i pels continuats atacs dels saquejadors del desert. Les seves dependencies principals estan ben conservades però la resta del monestir és avui en runes. Té una torre que servia com a residència; un penya-segat separa el monestir en dos nivells. Algunes parets arribaren a tenir 10 metres però avui dia les parets estan ensorrades; la terrassa inferior és la part original, amb les coves i les pintures, i el lloc dels pelegrins; l'església fou construïda a finals del segle X o al segle xi i és la més antiga d'aquesta classe a Egipte, amb la nau central i dos passos laterals. Una habitació servia de baptisteri, i altres habitacions servien de residència a monjos i altres usos; l'església té bastants pintures que s'han fet malbé darrerament (encara es veien el segle XIX); a les cel·les formades per coves hi vingueren els monjos o alguns, potser només temporalment. El refectori és rectangular i té celles al costat i un corredor il·luminat per finestres. S'hi va fabricar ceràmica. Prop del cementiri hi ha dues-centes tombes dels segles VI al IX.